# Tangaroa (mythologie)
Tangaroa (également appelé Ta'aroa, Tagaroa ou encore Tagaloa) est l'atua de la mer et des poissons dans la mythologie océanienne.
Souvent vénéré comme un dieu de la mer, il représente, à Tahiti et sur d'autres archipels comme ceux de Samoa, des Tonga et des Tuvalu, le créateur de l'univers et de tous ses habitants. Selon la tradition maorie la plus courante, il serait le fils des divinités primordiales Rangi et Papa, respectivement le ciel père et la terre mère. Ailleurs, comme aux îles Cook, il joue un rôle similaire, bien qu'à Manihiki, il est la divinité du feu que vole Māui.

## Famille
Dans le mythe de la création maori te Arawa (dans la Baie de l'Abondance), Tangaroa est le fils de Ranginui et Papatūānuku (dits Rangi et Papa), respectivement le ciel père et la terre mère, qui ont l'habitude de s'allonger dans une étreinte étroite tandis que leurs nombreux enfants vivent dans les ténèbres entre eux. Dans l'Île du Nord en général, Tangaroa est considéré comme l'un des 70 descendants de Rangi et Papa.
La version Ngāi Tahu (sud de la Nouvelle-Zélande) de l'origine de Takaroa (variante locale du nom de Tangaroa) soutient qu'il est le fils de Temoretu, et que Papatūānuku est son épouse, pas sa mère — un « surclassement » qui confère une plus grande importance à Tangaroa que dans les autres traditions. Papatūānuku commet l'adultère avec Rakinui (variante locale du nom de Rangi-nui pendant l'absence de Takaroa et, lors de la bataille qui s'ensuit sur la plage, la lance de Takaroa transperce les deux cuisses de Rakinui. Papatūānuku épouse alors Rakinui.
Dans une autre légende, Tangaroa épouse Te Anu-matao (froid glacial). Ils sont les parents des atua « de la classe des poissons », dont Te Whata-uira-a-Tangawa, Te Whatukura, Poutini, et Te Pounamu. Dans certaines versions, Tangaroa a un fils, Tinilau, et neuf filles.
Enfin, dans certains groupes, Tangaroa est considéré comme le dieu principal et le créateur du monde.

## Tangaroa dans le Mythe créateurte Arawa
| Image externe | |
|               | Lien vers l'œuvre Te wehenga o Rangi rāua ko Papa, par Cliff Whiting, un artiste d'origines Te Whānau-ā-Apanui. Les personnages sont, de gauche à droite : Tangaroa, dieu de la mer, Haumia, dieu des aliments non cultivés, Rongo, dieu des aliments cultivés, Tūmatauenga, dieu de la guerre et des humains, Tāne, dieu de la forêt, et Tāwhirimātea, dieu du vent. Tāne est en train de séparer Rangi et Papa. Pour des questions de droit d'auteur, sa reproduction n'est pas autorisée sur Wikipédia. |

Les enfants de Rangi et Papa se sentent frustrés d'être confinés dans l'espace exigu entre leurs parents. Tūmatauenga, futur dieu de la guerre, propose qu'ils tuent leurs parents. Mais Tāne propose de les séparer, faisant du ciel un étranger pour eux, tandis qu'ils resteraient proches de leur mère nourricière. Tous les frères de Tangaroa sont d'accord, à l'exception de Tāwhirimātea.
Ils se mettent alors à l'œuvre pour tenter de séparer leurs parents. Rongo essaie le premier, sans succès. Tangaroa se lève alors pour essayer de déchirer les cieux et la terre, sans effet. Haumia et Tūmatauenga échouent à leur tour, et c'est alors que Tāne, après plusieurs tentatives infructueuses, plante sa tête dans sa mère la terre et pousse son père le ciel avec ses jambes puissantes. Alors qu'ils sont en train de se séparer, Rangi et Papa crient et gémissent de douleur : « Pourquoi as-tu ainsi tué tes parents ? Pourquoi as-tu commis un crime aussi horrible que de nous tuer, de séparer tes parents ? » Mais Tāne maintient son effort et Rangi et Papa sont enfin séparés, laissant place à la lumière, et révélant qu'entre les corps de ses deux parents, une multitude d'êtres humains, engendrés par ces derniers, étaient restés cachés. Dans les légendes de la région de Taranaki, c'est Tangaroa qui parvient à séparer Rangi et Papa.
Tāwhirimātea, le dieu des tempêtes et des vents, est en colère parce que ses parents sont séparés. Il rejoint son père dans le ciel et punit la terre et la mer avec de violentes tempêtes,. Tāwhirimātea attaque les forêts de Tāne, puis les océans, et Tangaroa, le dieu de la mer, s'enfuit.
Ses descendant ne le suivent pas tout de suite : son fils, Punga, a lui-même deux enfants, Ikatere et Tū-te-wehiwehi, et ils doivent décider comment partir en sécurité et assurer leur survie,,.
Ils se séparent finalement, Tū-te-wehiwehi et son groupe se réfugiant sur le rivage, vers les forêts et les broussailles — Tū-te-wehiwehi devient un reptile et l'ancêtre de tous les reptiles —, tandis que les autres se précipitent vers la mer : Ikatere devient un poisson et l'ancêtre de tous les poissons pendant que Punga devient l'ancêtre des animaux marins étranges. Cet épisode est appelé « la séparation de Tāwhirimātea »,,. Un dicton qui fait référence aux choix qu'ils ont faits pour leurs descendants dit ceci :
« Tāua ki uta, tāua ki te wai »
« Nous de la terre, nous de la mer. »
Tangaroa est furieux que certains de ses enfants l'aient abandonné et en veut à Tāne (dieu des forêts et des oiseaux) pour avoir caché ses enfants reptiles dans ses forêts, et lui déclare la guerre. Tāne fournit aux descendants de Tūmatauenga des canoës, des hameçons et des filets pour attraper les descendants de Tangaroa. Celui-ci riposte en renversant les canoës et en envoyant des inondations qui emportent maisons, terres et arbres.

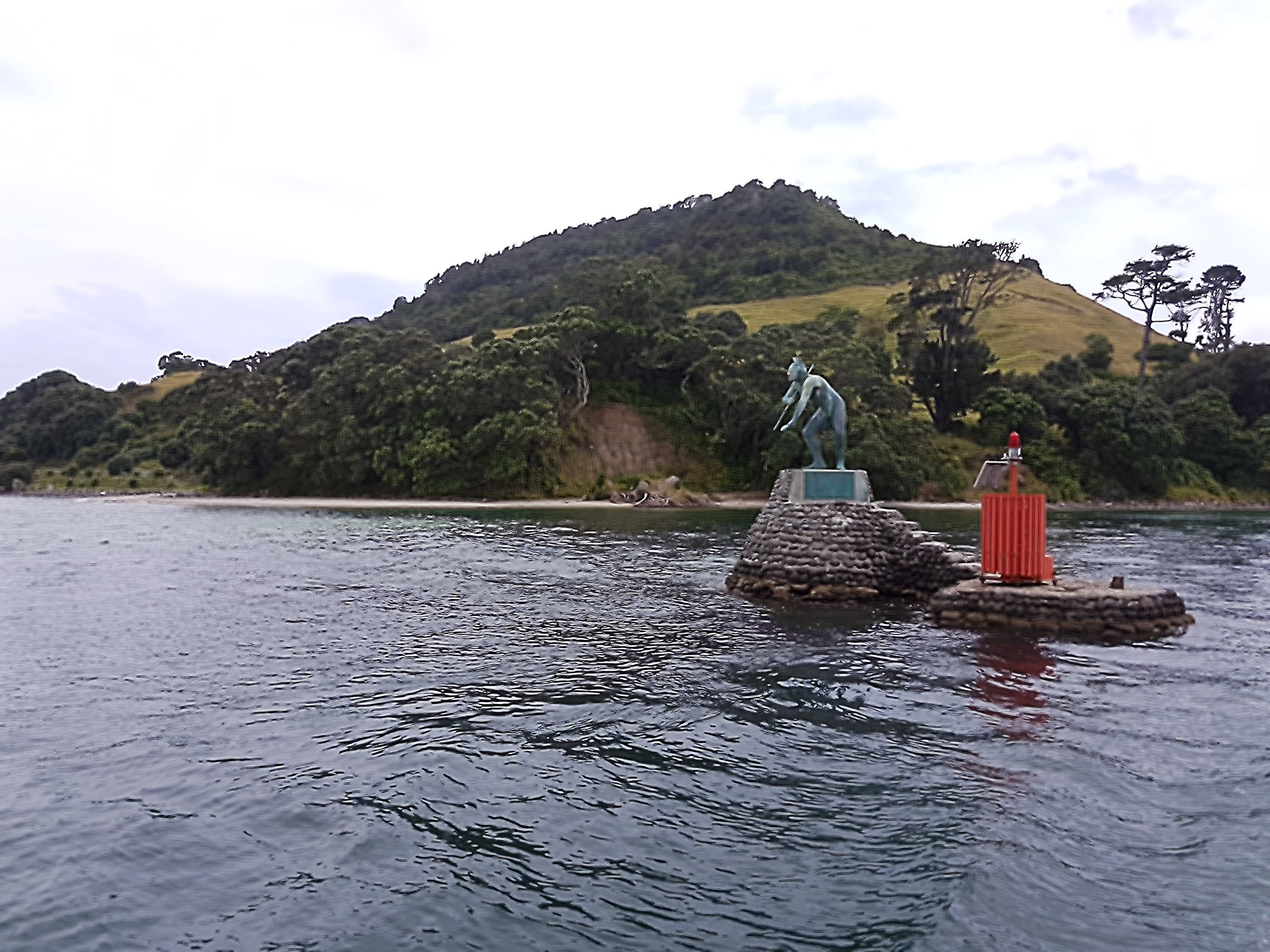
Sculpture de Frank Szirmay représentant Tangaroa, devant Mount Maunganui, en Nouvelle-Zélande.

Le conflit entre Tangaroa et Tāne montre que les Māori considéraient l'océan et la terre comme des domaines opposés. Lorsque les gens sortent en mer pour pêcher ou voyager, ils sont en fait des représentants de Tāne et entrent dans le royaume de son ennemi, Tangaroa. C'est pourquoi il était important de faire des offrandes à Tangaroa avant toute expédition.

## Mythe de Tangaroa et Rua
Il existe plusieurs versions du mythe de Tangaroa et Rua.
Dans une première, Tangaroa vit sous l'océan avec de nombreux autres habitants aquatiques. Un jour, il capture Manuhau-turuki, fils de Rua, et le tue, puis sèche son corps et l'installe sur le toit de sa maison comme un tekoteko (en). Rua, forme personnifiée de l'acquisition de la connaissance, cherche à se venger et descend dans l'océan pour y tuer tous les habitants avec la lumière du soleil.
Dans une seconde, qui provient de la côte Est de Nouvelle-Zélande (et semble être l'originale), Tangaroa est un être ayant d'abord vécu sur terre, dans une maison appelée Hui-te-ananui. Tangaroa tue le fils de Rua et place son corps sur le toit de cette maison, avant que Rua massacre les suiveurs de Tangaroa et bannisse ce dernier dans l'océan. Le nom d'Ahi-tahurangi est donné à un épisode tragique de cette histoire, mais il n'est pas clair s'il s'agit du meurtre de Manuhau-turuki ou du massacre des suiveurs de Tangaroa. Les survivants des partisans de Tangaroa s'enfuient vers l'océan ou l'eau douce de la terre : avec la progéniture de Te Pu-whakahara, Takaaho et Hine-moana, ils y sont connus sous le nom d'aitanga a Tangaroa (la progéniture de Tangaroa). Les descendants de Tangaroa sont tous les poissons ; ceux de Takaaho sont des baleines et autres monstres marins ; ceux de Hine-moana sont des coquillages et autres mollusques. Ils restent à part de la vie humaine, en tant que peuple différent. Certains d'entre eux, les géants et les taniwha des profondeurs, tels que les Wehenga-kauki, les Tutara-kauika, les Ruamano et les Arai-te-uru, ont pour tâche d'aider les marins en détresse et les navigateurs des hautes mers.

## Ailleurs en Nouvelle-Zélande
Dans d'autres traditions néo-zélandaises, Tangaroa semble avoir un peu moins d'importance que ses frères Tāne, Tūmatauenga et Rongo, mais reste important. Essentiellement un être océanique, il fait partie des trois poutiriao, les gardiens de la vaste région de Hine-moana (l'océan pour les Maoris) depuis l'aube des temps. Il semble cependant réduit au statut d'ancêtre des poissons, ou plutôt comme « l'origine et l'être tutélaire des habitants de l'océan », son fils Tinilau étant le père des poissons.
Le dicton maori « He wai Tangaroa i haere ai ki uta » (C'est grâce à l'eau que Tangaroa a pu pénétrer dans les terres) illustre le fait que les Maoris considèrent Tangaroa comme la forme personnifiée du poisson. Son nom complet est Tangaroa-whakamau-tai, qui veut dire Tangaroa, le contrôleur de la mer ou des marées.
À travers d'autres noms, Tangaroa appartient à d'autres mythes. Tangaroa-a-timu le rattache apparemment à la marée, timu désignant le reflux et tai timu la marée descendante. Pour les Ngāti Awa (en), Tangaroa-a-roto est l'époux de Marama (en) (la lune) avec qui il a comme enfant un certain Hetenui-kaukau-ariki. On retrouve ce lien dans d'autres mythes. Enfin, Ngāti Awa définit Tangaroa-a-kiukiu comme parent de Hine-raumati et Hine-takurua, respectivement la servante d'été et la servante d'hiver, épouses de Ra, le soleil.

## Dans les Îles Cook
À Rarotonga, Tangaroa est le dieu de la mer et de la fertilité. Il est le plus important de tous les dieux départementaux. Les figures sculptées en bois (en) sont aujourd'hui très populaires sur l'île.
À Mangaia, Tangaroa est l'enfant de Vatea (lumière du jour, ou Avatea : « midi ») et de Papa (fondation) et le petit frère jumeau de Rongo, bien que Tangaroa semble avoir été le plus important des deux. Rongo et Tangaroa partagent la nourriture et le poisson : Tangaroa partage tout ce qui est rouge (le taro rouge, le poisson rouge, etc.). Tangaroa serait le dieu du jour et vivrait dans le ciel ; il serait descendu du ciel par l’arc-en-ciel et aurait pris pour femme Hina (ce que l'on trouve par ailleurs). On dit que Tangaroa a les cheveux jaunes et lorsque les Mangaiens ont vu des Européens pour la première fois, ils ont pensé qu'ils devaient être les enfants de Tangaroa,.
Dans le Manihiki, Tangaroa est à l'origine du feu. Māui se rend auprès de lui pour obtenir du feu pour l'humanité. On lui conseille d'atteindre la demeure de Tangaroa en empruntant le chemin commun, mais il prend le chemin interdit de la mort, ce qui exaspère Tangaroa qui tente de le tuer d'un coup de pied. Māui réussit à l'éviter et insiste auprès de Tangaroa pour qu'il lui donne du feu. Māui finit par tuer Tangaroa et lui voler le feu, mais devant l'horreur de ses parents, Māui utilise des incantations pour le ramener à la vie.

## Ailleurs en polynésie
Tangaloa est l'une des plus anciennes divinités polynésiennes et, en Polynésie occidentale, comme aux Samoa, aux Tonga, à Tahiti et à Niue, les traditions lui confèrent le statut de dieu créateur suprême. À Wallis, aux Samoa et aux Tonga, Tangaloa a fait remonter la terre des profondeurs de l'océan et son épouse est là aussi Hina. À Tonga il demeure dans le ciel et est le dieu du tonnerre. Aux Samoa, Tangaloa demeurait dans l'espace avant que n'existe la terre, qu'il a fait apparaître, ainsi que l'homme, puis le cœur, puis la volonté, puis la pensée. Il rassembla ces quatre derniers pour créer l'Homme intelligent. Il fait que l'Immensité et l'Espace fassent naître Po et Ao (Nuit et Jour), qui créent le soleil. Tangaroa crée les neuf cieux et s'installe dans le neuvième, Fale-'ula (Whare-kura en maori).
Tangaroa est présent dans différentes îles de la Polynésie française, avec des légendes différentes. À Raiatea, une légende rapportée par le professeur Friedrich Ratzel en 1896 donne une image de son pouvoir omniprésent. Dans les îles Marquises, Tanaoa est le dieu des Ténèbres, il est lié à l'obscurité, au chaos et à la confusion. Des ténèbres est né Atea, dieu de la Lumière et de l'ordre, avec qui Tanaoa lutte en permanence. On connaît un chant du mythe de la création marquisien contenant de nombreuses références à Tangaroa est connu.
Dans les îles Rennell et Bellona (qui sont de cultures polynésiennes du sud des îles Salomon), Tangagoa est un dieu de la mer qui séjournait sur la falaise côtière de l'est de Rennell, connue sous le nom de Toho, et qui volait la nuit avec une flamme dans le ciel. Tangagoa était censé emporter les esprits des morts, de sorte que lorsque quelqu'un était proche de la mort, on voyait le feu étincelant dans la nuit. Certains se souviennent encore du moment où ce dieu est apparu dans la nuit sous la forme d'une flamme dans le ciel, et ont de nombreux récits à ce sujet. Tangagoa a commencé à disparaître dans les années 1970 et au début des années 1980, lorsque des missionnaires chrétiens ont visité la falaise et l'auraient « chassé ».
Dans les cultures de la Polynésie orientale, Tangaroa est généralement considéré comme ayant un statut égal à celui de Tāne et n'est donc pas suprême. Selon la tradition Rapa Nui, Tangaroa a été tué dans la baie de Hotu-iti et enterré dans les environs.

## En Mélanésie
Un personnage légendaire nommé Tagaro est également présent dans les cultures mélanésiennes du nord-est de Vanuatu. Dans les croyances du nord de l'île de Pentecôte, Tagaro apparaît comme un farceur destructeur, tandis que dans d'autres régions, il est une figure créatrice éternelle, et des noms apparentés à Tagaro (tels que le mot apma Takaa) sont désormais appliqués au Dieu chrétien.
Dans la mythologie des Moriori des îles Chatham, Tangaroa est une divinité poisson aux côtés de Pou.